# Marco Caneira
Marco António Simões Caneira noto semplicemente come Marco Caneira (Sintra, 9 febbraio 1979) è un ex calciatore portoghese, di ruolo difensore.

## Carriera

### Club
Dopo aver fatto le giovanili nello Sporting Lisbona, si trasferisce al Beira-Mar di Aveiro, quindi all'Alverca, e nel 2000 alla Reggina, in Italia.
Nell'estate 2001 viene acquistato dall'Inter, che, senza neanche fargli giocare una partita, lo gira in prestito ai portoghesi del Benfica. Nel 2002 va in prestito ai francesi del Bordeaux, che nell'estate 2003, vista la buona stagione disputata in Ligue 1, se lo accaparrano con un contratto di 4 anni.
Nel 2004 viene acquistato in prestito, questa volta in Spagna, dal Valencia (che lo ha notato nei due match di Coppa UEFA proprio contro il Bordeaux). L'anno successivo il Valencia lo compra a titolo definitivo. Nel gennaio 2006, non avendo trovato in quegli ultimi mesi molto spazio tra gli spagnoli, Marco va in prestito alla squadra in cui ha giocato all'inizio della carriera, lo Sporting Lisbona, dove milita fino al 2007, quando torna al Valencia.

### Nazionale
Con la nazionale portoghese Under-16 ha vinto l'Europeo 1995, e con quella Under-18 l'Europeo 1997. A partire dal 1998 viene convocato più volte nella nazionale portoghese Under-21, fino alla convocazione nel marzo 2002 nella nazionale maggiore, per giocare un'amichevole. Pur contando pochissime presenze, viene incluso nella lista dei 23 portoghesi per i Mondiali 2002 in Corea e Giappone, ma non scende mai in campo. Non viene convocato per gli Europei 2004 da disputare in casa; al contrario viene chiamato per i Mondiali 2006 in Germania. Il CT Scolari lo schiera in campo soltanto nell'ininfluente match (in quanto Portogallo già qualificato) contro il Messico (vinto 2-1 dai lusitani).

## Statistiche

### Presenze e reti nei club
Statistiche aggiornate al 17 settembre 2015.
| Stagione           | Squadra            | Campionato         | Campionato | Campionato | Coppe nazionali | Coppe nazionali | Coppe nazionali | Coppe continentali | Coppe continentali | Coppe continentali | Altre coppe | Altre coppe | Altre coppe | Totale | Totale |
| Stagione           | Squadra            | Comp               | Pres       | Reti       | Comp            | Pres            | Reti            | Comp               | Pres               | Reti               | Comp        | Pres        | Reti        | Pres   | Reti   |
| ------------------ | ------------------ | ------------------ | ---------- | ---------- | --------------- | --------------- | --------------- | ------------------ | ------------------ | ------------------ | ----------- | ----------- | ----------- | ------ | ------ |
| 1997-1998          | Sporting CP        | PL                 | 1          | 0          | CP              | 0               | 0               | -                  | -                  | -                  | -           | -           | -           | 1      | 0      |
| 1998-gen. 1999     | Salgueiros         | PL                 | 3          | 0          | CP              | 0               | 0               | -                  | -                  | -                  | -           | -           | -           | 3      | 0      |
| gen.-giu. 1999     | Beira-Mar          | PL                 | 12         | 0          | CP              | 0               | 0               | -                  | -                  | -                  | -           | -           | -           | 12     | 0      |
| 1999-2000          | Alverca            | PL                 | 17         | 0          | CP              | 0               | 0               | -                  | -                  | -                  | -           | -           | -           | 17     | 0      |
| 2000-2001          | Reggina            | A                  | 22         | 0          | CI              | 0               | 0               | -                  | -                  | -                  | -           | -           | -           | 22     | 0      |
| 2001-2002          | Benfica            | PL                 | 27         | 0          | CP              | 0               | 0               | -                  | -                  | -                  | -           | -           | -           | 27     | 0      |
| 2002-2003          | Bordeaux           | L1                 | 30         | 0          | CF              | 0               | 0               | CU                 | 6                  | 0                  | -           | -           | -           | 36     | 0      |
| 2003-2004          | Bordeaux           | L1                 | 35         | 0          | CF              | 0               | 0               | CU                 | 9                  | 0                  | -           | -           | -           | 44     | 0      |
| Totale Bordeaux    | Totale Bordeaux    | Totale Bordeaux    | 65         | 0          |                 | 0               | 0               |                    | 15                 | 0                  |             | -           | -           | 80     | 0      |
| 2004-2005          | Valencia           | PD                 | 22         | 1          | CR              | 0               | 0               | -                  | -                  | -                  | -           | -           | -           | 22     | 1      |
| 2005-gen. 2006     | Valencia           | PD                 | 8          | 0          | CR              | 0               | 0               | -                  | -                  | -                  | SS          | 1           | 0           | 9      | 0      |
| gen.-giu. 2006     | Sporting CP        | PL                 | 15         | 1          | CP              | 0               | 0               | -                  | -                  | -                  | -           | -           | -           | 15     | 1      |
| 2006-2007          | Sporting CP        | PL                 | 25         | 0          | CP              | 0               | 0               | -                  | -                  | -                  | -           | -           | -           | 25     | 0      |
| 2007-2008          | Valencia           | PD                 | 19         | 0          | CR              | 6               | 0               | -                  | -                  | -                  | -           | -           | -           | 25     | 0      |
| Totale Valencia    | Totale Valencia    | Totale Valencia    | 49         | 1          |                 | 6               | 0               |                    | -                  | -                  |             | 1           | 0           | 56     | 1      |
| 2008-2009          | Sporting CP        | PL                 | 21         | 0          | CP+CdL          | 0+3             | 0               | -                  | -                  | -                  | -           | -           | -           | 1      | 0      |
| 2009-2010          | Sporting CP        | PL                 | 7          | 0          | CP+CdL          | 1+0             | 0               | -                  | -                  | -                  | SP          | 1           | 0           | 1      | 0      |
| 2010-2011          | Sporting CP        | PL                 | 0          | 0          | CP              | 0               | 0               | -                  | -                  | -                  | -           | -           | -           | 1      | 0      |
| Totale Sporting CP | Totale Sporting CP | Totale Sporting CP | 69         | 1          |                 | 4               | 0               |                    | -                  | -                  |             | 1           | 0           | 74     | 1      |
| 2011-2012          | Videoton           | NB I               | 21         | 0          | CU              | 5               | 0               | -                  | -                  | -                  | -           | -           | -           | 1      | 0      |
| 2012-2013          | Videoton           | NB I               | 20         | 1          | CU              | 4               | 0               | -                  | -                  | -                  | -           | -           | -           | 1      | 0      |
| 2013-2014          | Videoton           | NB I               | 23         | 0          | CU              | 2               | 0               | -                  | -                  | -                  | -           | -           | -           | 1      | 0      |
| 2014-2015          | Videoton           | NB I               | 3          | 0          | CU              | 1               | 0               | -                  | -                  | -                  | -           | -           | -           | 1      | 0      |
| Totale Videoton    | Totale Videoton    | Totale Videoton    | 67         | 1          |                 | 12              | 0               |                    | -                  | -                  |             | -           | -           | 79     | 1      |
| Totale carriera    | Totale carriera    | Totale carriera    | 331        | 3          |                 | 22              | 0               |                    | 15                 | 0                  |             | 2           | 0           | 370    | 3      |

### Cronologia presenze e reti in nazionale
| Cronologia completa delle presenze e delle reti in nazionale ― Portogallo | Cronologia completa delle presenze e delle reti in nazionale ― Portogallo | Cronologia completa delle presenze e delle reti in nazionale ― Portogallo | Cronologia completa delle presenze e delle reti in nazionale ― Portogallo | Cronologia completa delle presenze e delle reti in nazionale ― Portogallo | Cronologia completa delle presenze e delle reti in nazionale ― Portogallo | Cronologia completa delle presenze e delle reti in nazionale ― Portogallo | Cronologia completa delle presenze e delle reti in nazionale ― Portogallo |
| Data                                                                      | Città                                                                     | In casa                                                                   | Risultato                                                                 | Ospiti                                                                    | Competizione                                                              | Reti                                                                      | Note                                                                      |
| ------------------------------------------------------------------------- | ------------------------------------------------------------------------- | ------------------------------------------------------------------------- | ------------------------------------------------------------------------- | ------------------------------------------------------------------------- | ------------------------------------------------------------------------- | ------------------------------------------------------------------------- | ------------------------------------------------------------------------- |
| 27-3-2002                                                                 | Porto                                                                     | Portogallo                                                                | 1 – 4                                                                     | Finlandia                                                                 | Amichevole                                                                | -                                                                         | 46’                                                                       |
| 25-5-2002                                                                 | Macao                                                                     | Cina                                                                      | 0 – 2                                                                     | Portogallo                                                                | Amichevole                                                                | -                                                                         | 46’                                                                       |
| 15-11-2003                                                                | Aveiro                                                                    | Portogallo                                                                | 1 – 1                                                                     | Grecia                                                                    | Amichevole                                                                | -                                                                         | 77’                                                                       |
| 19-11-2003                                                                | Leiria                                                                    | Portogallo                                                                | 8 – 0                                                                     | Kuwait                                                                    | Amichevole                                                                | -                                                                         | 36’                                                                       |
| 4-9-2004                                                                  | Riga                                                                      | Lettonia                                                                  | 0 – 2                                                                     | Portogallo                                                                | Qual. Mondiali 2006                                                       | -                                                                         | 74’                                                                       |
| 9-2-2005                                                                  | Dublino                                                                   | Irlanda                                                                   | 1 – 0                                                                     | Portogallo                                                                | Amichevole                                                                | -                                                                         |                                                                           |
| 4-6-2005                                                                  | Lisbona                                                                   | Portogallo                                                                | 2 – 0                                                                     | Slovacchia                                                                | Qual. Mondiali 2006                                                       | -                                                                         |                                                                           |
| 8-6-2005                                                                  | Tallinn                                                                   | Estonia                                                                   | 0 – 1                                                                     | Portogallo                                                                | Qual. Mondiali 2006                                                       | -                                                                         |                                                                           |
| 17-8-2005                                                                 | Ponta Delgada                                                             | Portogallo                                                                | 2 – 0                                                                     | Egitto                                                                    | Amichevole                                                                | -                                                                         | 46’                                                                       |
| 12-10-2005                                                                | Porto                                                                     | Portogallo                                                                | 3 – 0                                                                     | Lettonia                                                                  | Qual. Mondiali 2006                                                       | -                                                                         |                                                                           |
| 12-11-2005                                                                | Coimbra                                                                   | Portogallo                                                                | 2 – 0                                                                     | Croazia                                                                   | Amichevole                                                                | -                                                                         | 80’                                                                       |
| 15-11-2005                                                                | Belfast                                                                   | Irlanda del Nord                                                          | 1 – 1                                                                     | Portogallo                                                                | Amichevole                                                                | -                                                                         | 61’                                                                       |
| 1-3-2006                                                                  | Düsseldorf                                                                | Portogallo                                                                | 3 – 0                                                                     | Arabia Saudita                                                            | Amichevole                                                                | -                                                                         | 63’                                                                       |
| 27-5-2006                                                                 | Évora                                                                     | Portogallo                                                                | 4 – 1                                                                     | Capo Verde                                                                | Amichevole                                                                | -                                                                         | 46’                                                                       |
| 21-6-2006                                                                 | Gelsenkirchen                                                             | Portogallo                                                                | 2 – 1                                                                     | Messico                                                                   | Mondiali 2006 - 1º turno                                                  | -                                                                         |                                                                           |
| 1-9-2006                                                                  | Brøndby                                                                   | Danimarca                                                                 | 4 – 2                                                                     | Portogallo                                                                | Amichevole                                                                | -                                                                         |                                                                           |
| 6-9-2006                                                                  | Helsinki                                                                  | Finlandia                                                                 | 1 – 1                                                                     | Portogallo                                                                | Qual. Euro 2008                                                           | -                                                                         |                                                                           |
| 7-10-2006                                                                 | Porto                                                                     | Portogallo                                                                | 3 – 0                                                                     | Azerbaigian                                                               | Qual. Euro 2008                                                           | -                                                                         | 46’                                                                       |
| 6-2-2007                                                                  | Londra                                                                    | Brasile                                                                   | 0 – 2                                                                     | Portogallo                                                                | Amichevole                                                                | -                                                                         | 46’                                                                       |
| 28-3-2007                                                                 | Belgrado                                                                  | Serbia                                                                    | 1 – 1                                                                     | Portogallo                                                                | Qual. Euro 2008                                                           | -                                                                         | 71’                                                                       |
| 8-9-2007                                                                  | Lisbona                                                                   | Portogallo                                                                | 2 – 2                                                                     | Polonia                                                                   | Qual. Euro 2008                                                           | -                                                                         | 13’                                                                       |
| 17-11-2007                                                                | Leiria                                                                    | Portogallo                                                                | 1 – 0                                                                     | Armenia                                                                   | Qual. Euro 2008                                                           | -                                                                         | 64’                                                                       |
| 21-11-2007                                                                | Porto                                                                     | Portogallo                                                                | 0 – 0                                                                     | Finlandia                                                                 | Qual. Euro 2008                                                           | -                                                                         | 68’                                                                       |
| 6-2-2008                                                                  | Zurigo                                                                    | Italia                                                                    | 3 – 1                                                                     | Portogallo                                                                | Amichevole                                                                | -                                                                         | 46’                                                                       |
| 26-3-2008                                                                 | Düsseldorf                                                                | Grecia                                                                    | 2 – 1                                                                     | Portogallo                                                                | Amichevole                                                                | -                                                                         | 46’                                                                       |
| Totale                                                                    |                                                                           | Presenze                                                                  | 25                                                                        |                                                                           | Reti                                                                      | 0                                                                         |                                                                           |

## Palmarès

### Club

#### Competizioni nazionali
- Supercoppa UEFA: 1

Valencia: 2004
- Coppa del Portogallo: 1

Sporting Lisbona: 2006-2007
- Coppa di Spagna: 1

Valencia: 2007-2008